# Kokaljane

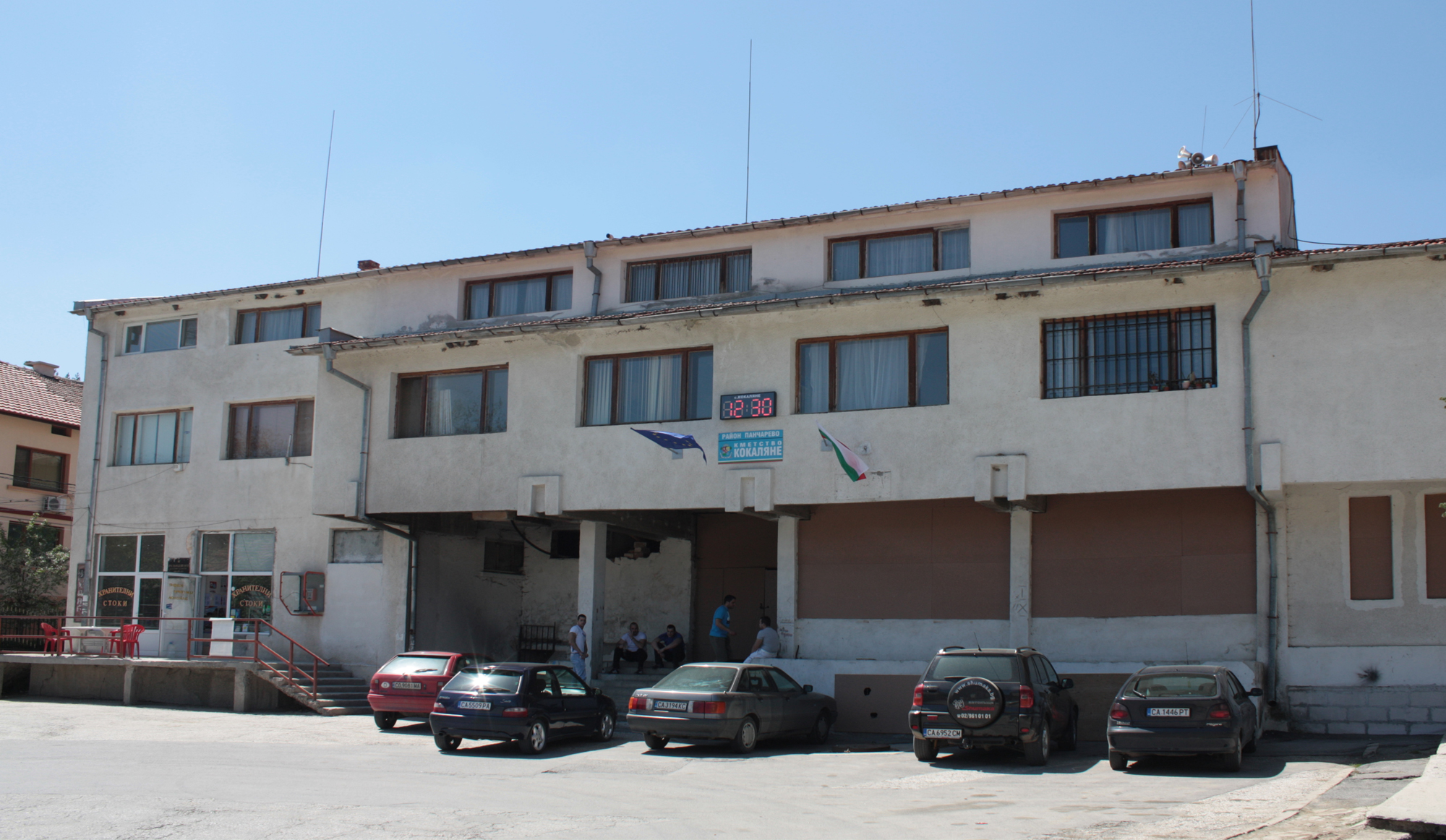
Het burgemeestershuis van Kokaljane

Kokoljane (Bulgaars: Кокаляне) is een dorp in de buurt van de Bulgaarse hoofdstad Sofia. Het dorp maakt administratief deel uit van het district Pantsjarevo.

## Bevolking
In de eerste volkstelling van 1934 telde het dorp Kokoljane 675 inwoners. Dit aantal steeg tot een hoogtepunt van 1.941 personen in februari 2011. Op 31 december 2019 telde het dorp 1.930 inwoners.
De grootste bevolkingsgroep vormden de etnische Bulgaren (1.605 personen, oftewel 97,8% van de respondenten in 2011). Verder identificeerden 6 personen zichzelf als Bulgaarse Turken, 3 personen als Roma en 27 personen waren ondefinieerbaar. 
Van de 2.564 inwoners die in februari 2011 werden geregistreerd, waren er 250 jonger dan 15 jaar oud (12,9%), zo'n 1.364 inwoners waren tussen de 15-64 jaar oud (70,3%), terwijl er 327 inwoners van 65 jaar of ouder werden geteld (16,8%).